# أمينة بلقاضي
أمينة بلقاضي (من مواليد 10 نوفمبر 1992) هي لاعبة جودو جزائرية. وهي حائزة على الميدالية الفضية في دورة الألعاب الأفريقية وثلاث ميداليات ذهبية في بطولة إفريقيا للجودو. كما فازت بالميدالية البرونزية في ألعاب التضامن الإسلامي عام 2017 وفي ألعاب البحر الأبيض المتوسط عام 2022.

## مسيرتها
حصلت بلقاضي على الميدالية الذهبية في منافسات 63 كغم في بطولة إفريقيا للجودو 2019 التي أقيمت في كيب تاون، جنوب إفريقيا. وفي نفس العام، شاركت أيضا في منافسات وزن 63 كغم للسيدات في بطولة العالم للجودو 2019 التي أقيمت في طوكيو باليابان.
وفي عام 2020، فازت أيضًا بالميدالية الذهبية في بطولة أفريقيا للجودو التي أقيمت في أنتاناناريفو، مدغشقر.
وفي يناير 2021، تنافست بلقاضي في بطولة العالم للجودو التي أقيمت في الدوحة، قطر. وفي بطولة إفريقيا للجودو 2021 التي أقيمت في داكار، السنغال، فازت بإحدى الميداليات البرونزية في نفس المنافسات. في يونيو 2021، أقصيت في أول مباراة لها في منافسات وزن 63 كغم للسيدات في بطولة العالم للجودو 2021 التي أقيمت في بودابست، المجر.
حازت على إحدى الميداليات البرونزية في منافسات وزن 63 كغم للسيدات في دورة ألعاب البحر الأبيض المتوسط 2022 التي أقيمت في وهران بالجزائر.

## الإنجازات
| العام | المسابقة                   | المكان                 | الترتيب       | المنافسات     |
| ----- | -------------------------- | ---------------------- | ------------- | ------------- |
| 2011  | بطولة إفريقيا للشباب       | أنتاناناريفو، مدغشقر   | المركز الثالث | أقل من 70 كلغ |
| 2016  | بطولة إفريقيا للجودو       | تونس، تونس             | المركز الثالث | أقل من 70 كلغ |
| 2017  | بطولة إفريقيا للجودو       | أنتاناناريفو، مدغشقر   | المركز الثالث | أقل من 63 كلغ |
| 2017  | ألعاب التضامن الإسلامي     | باكو، أذربيجان         | المركز الثالث | أقل من 63 كلغ |
| 2017  | الألعاب الجامعية الصيفية   | تايبيه، جمهورية تايوان | المركز الثاني | أقل من 63 كلغ |
| 2018  | بطولة إفريقيا للجودو       | تونس، تونس             | المركز الثالث | أقل من 63 كلغ |
| 2018  | ألعاب البحر الأبيض المتوسط | طركونة، إسبانيا        | المركز السابع | أقل من 63 كلغ |
| 2019  | بطولة إفريقيا للجودو       | كيب تاون، جنوب إفريقيا | المركز الأول  | أقل من 63 كلغ |
| 2019  | الألعاب الإفريقية          | الرباط، المغرب         | المركز الثاني | أقل من 63 كلغ |
| 2020  | بطولة إفريقيا للجودو       | أنتاناناريفو، مدغشقر   | المركز الأول  | أقل من 63 كلغ |
| 2021  | بطولة إفريقيا للجودو       | داكار، السنغال         | المركز الثالث | أقل من 63 كلغ |
| 2022  | بطولة إفريقيا للجودو       | وهران، الجزائر         | المركز الأول  | أقل من 63 كلغ |
| 2022  | ألعاب البحر الأبيض المتوسط | وهران، الجزائر         | المركز الثالث | أقل من 63 كلغ |
| 2023  | دورة الألعاب العربية       | الجزائر، الجزائر       | المركز الأول  | أقل من 63 كلغ |
| 2023  | بطولة إفريقيا للجودو       | الدار البيضاء، المغرب  | المركز الأول  | أقل من 63 كلغ |